# Vũ Nam Phong
Vũ Nam Phong (sinh ngày 27 tháng 07 năm 1959) là một sĩ quan cấp cao trong Quân đội nhân dân Việt Nam, hàm Thiếu tướng, hiện đang giữ chức vụ Phó Cục trưởng Cục Tổ chức, Tổng cục Chính trị

## Thân thế sự nghiệp
Quê quán: Xã Kỳ Hà, huyện Kỳ Anh, tỉnh Hà Tĩnh
Trình độ học vấn: Cử nhân Khoa học - Xã hội - Nhân văn, chuyên ngành Xây dựng Đảng và chính quyền Nhà nước; Cao cấp Chính trị.
Trước đó, ông từng giữ chức Chính ủy Bộ Chỉ huy quân sự tỉnh Hà Tĩnh, Quân khu 4.
Năm 2014, ông được bổ nhiệm giữ chức Phó Cục trưởng Cục Tổ chức, Tổng cục Chính trị
Thiếu tướng (2015)

## Tặng thưởng
- Huân chương Bảo vệ Tổ quốc hạng Nhất (năm 2019)